# Царі (фільм)
«Царі» — радянський чорно-білий художній фільм 1964 року, знятий режисером Михайлом Терещенком на Одеській кіностудії.

## Сюжет
У гірському селі Закарпаття мешкає родина плотогону Михайли Царя. Їх усюди поважають, і голова роду дуже пишається цим. Але син Олекса полюбив фельдшера Надю, хоча у самого є дружина, а у Наді — дитина. Батько та брати змушують Олексу покинути коханку. Але коли виникла потреба перевезти хвору дочку Наді на плоту до лікарні, щоб урятувати від смерті, з їхніх очей ніби спала завіса. Вони визнали право Олекси та Наді на кохання.

## У ролях
- Семен Бардін — Михайло Цар
- Георгій Сатіні — Василь Цар, син Михайли
- А. Сугак — син Михайли
- Юрій Васильєв — Олекса Цар, син Михайли
- Валерій Сомов — Іван, син Михайли
- О. Ліснікова — дружина Василя
- Віра Титова — синова дружина
- Жанна Діанова — Тереза, дружина Олекси
- О. Ярошенко — Надя
- Василь Симчич — Андрій Романович, вчитель
- Лілія Гурова — Гафія
- Михайло Бараболько — дядько Максим
- Валентина Ісай — вчителька
- Є. Ілляшенко — Христина
- Василь Красенко — Гнат, батько Терези
- Ганна Шубна — лікар
- Олег Фандера — епізод

## Знімальна група
- Режисер — Михайло Терещенко
- Сценаристи — Матвій Тевельов, Михайло Терещенко
- Оператор — Юрій Романовський
- Композитор — Олег Каравайчук
- Художник — Сергій Жаров